# Drei Spitzbuben
Die Spitzbuam, später bekannt als Die 3 Spitzbuam oder Die 3 Spitzbuben waren ein Wiener Kabarett-Trio.
Die Mitglieder waren Helmut Schicketanz („der Chef“) (* 24. Februar 1930, † 25. April 1975), Toni Strobl („der Betriebsrat“) (* 18. Juni 1925, † 12. Mai 2006 auf dem Weg zum Arzt) und Helmut Reinberger (die „breite“ Masse – in Anspielung auf seine Leibesfülle) (* 30. August 1931, † 16. Oktober 2011).
Die 3 Spitzbuben bildeten ein beliebtes Heurigen-Kabarett der österreichischen Hauptstadt, waren 'Meister des derben Witzes' und parodierten vor allem in den 1960er Jahren allerlei damals aktuelle Hits. Viele der derben Scherze handeln von Sex, Homosexualität und Alkohol.
Darüber hinaus entstanden aber auch eigene Wiener Lieder wie: „Warum muaß ma aufhörn wanns am schönsten grad is“, „Bleamerl“, „Angschütt wia a Blumenstöckl“ oder „Ich bin a Schlimmer, wia ma sagt a klaner Nascher“.

## Geschichte
Anfang der 1950er Jahre waren Schicketanz, Strobl und Reinberger bereits nebenberuflich als Musiker tätig. Schicketanz und Strobl arbeiteten bei der unter Sowjetverwaltung stehenden SMV (der späteren OMV), Schicketanz als Elektromeister, Strobl bei der Betriebsfeuerwehr. Reinberger war bei der Postverwaltung tätig.
Über die Begegnung Schicketanz-Strobl gibt Reinberger in seiner Biographie den Kollegen wieder: Schicketanz erzählte: "1952 war ich in Deutsch Wagram für einen Bunten Abend als 'Helmut Schicketanz und seine Solisten' engagiert. Leider kamen die Bläsersolisten nicht ... Wir waren nur ein Schlagzeuger, ein Bassgeiger und ich halt. Vorher gab's ein lustiges Programm mit Kunstpfeifern und einem Gitarristen. Der war nicht schlecht. Er war ganz gut. Ich hab ihn gefragt, ob er nicht bei uns mitspielen will, damit wir ein bisserl mehr auf der Bühne sind. Das war dann der Herr Strobl." 
Weiters: An diesem Abend wurden Toni Strobl und Helmut Schicketanz Freunde. Und es war eine Freundschaft, die trotz mehrmals erfolgter Trennungen auf künstlerischem Gebiet erst durch den Tod von Helmut Schicketanz im Jahre 1975 zu Ende ging.
Reinberger erinnert sich an seine erste Begegnung mit Schicketanz, im Februar 1952: ... da erschien neben mir ein Pullmankappenträger mit Akkordeonkoffer, beäugte mich misstrauisch und fragte: "Spielen Sie heut' a da?" "Ja!" "Schicketanz" "Wie bitte?" "So haaß i." "Ach so!" "Reinberger!" ...  Was ich da begleitete, riss mir schon nach den ersten paar Takten die Ohren in die Höhe. Der Mann spielte ja phantastisch! Sehr modern, technisch ausgezeichnet ... Diese erste Nummer, die ich damals zusammen mit Helmut Schicketanz in der Bar des Casinos Zögernitz jammte, dauerte so etwa eine Viertelstunde. Dann gingen wir an die Theke und tranken Bruderschaft.
Über Strobl zu dieser Zeit schrieb Reinberger: Einen Herrn Toni Strobl kannte ich zu dieser Zeit persönlich zwar nicht, aber geärgert habe ich mich schon manchmal über ihn. ... Strobl spielte Gitarre und sang dazu manchmal beim Heurigen Wienerlieder. Wenn er einen Harmonikaspieler brauchte, ersuchte er meistens den Schicketanz, mit ihm zu spielen, was dieser gerne tat, denn beim Heurigen war bedeutend mehr zu verdienen, als im "Loyalty-Club". ... Demzufolge verursachte bei mir der Satz: "Heute spiele ich wieder mit dem Strobl" leicht allergische Reaktionen. Als ich den Toni später dann persönlich kennenlernte, fand ich, dass er gar nicht soo "z'wider" ist. Aber das ist schon wieder eine andere Geschichte.
1953 betrieb Gastronom Ferry Sidlo einen Heurigen in der Jedleseer Straße. Als dieser nach musikalischer Begleitung für sein Lokal suchte, vermittelte sein Angestellter Johann Skoudlin, der neben dem Kellnerieren auch künstlerisch tätig war, das Engagement an Schicketanz und Strobl. Nachdem die zwei die Räumlichkeiten inspizierten, kamen sie überein, mit einem Dritten zu spielen. Auf Vorschlag Schicketanzs wurde Reinberger der Dritte. Die Benennung "3 Spitzbuben" geht auf Strobl zurück. Sidlo beschäftige noch einen weiteren Kellner mit künstlerischen Ambitionen, den sogenannten Direktor Walter Keller.
Die Künstler spielten während des Wochenendes bei Sidlo. Andere Auftritte gab es bei Wannemacher in Strebersdorf. 1956–1959 traten sie, mittlerweile hauptberuflich als Musiker tätig, bei der Wirtin Maria Kracher in der Kahlenberger Straße auf.

Ende der 1950er Jahre schrieb Reinberger eine Parodie auf 'In der Arena von Guayaquil', einem Lied von Gerd Morell. Den in der Parodie mit dem Titel In der Bodega von Langenlois verwendeten Namen 'Haselgruber' steuerte Strobl bei. Unternehmer und Stahlwerkbesitzer Johann Haselgruber fühlte sich betroffen und klagte wegen Ehrenbeleidigung. Die Spitzbuben spielten vor Gericht eine Schallplatte des Liedes vor, wurden frei gesprochen und profitierten von unbezahlter Werbung. Der erste Teil des Liedtextes lautet:

„In der Bodega von Langenlois

Schnapsen heut preis die Holzhackerboys

rot ist ihr Gsicht und stur is der Blick 

kalt auf den Lippen der Tschick

In der Bodega von Langenlois

sitzt Donna Reserl mit'n dreckigen Hals

scheangeln tuat's a, doch sie zwingt sich zur Ruh

schaut nur beim Preisschnapsen zu.

(Refrain) Don Haselgruber ist heut Matador,

weil er beim Schnapsen kan Liter verlor.“

1959 wurden sie von Erwin Klein engagiert, welcher zeitgleich als permanente Auftrittsstätte für die Spitzbuben den Nußberghof in der Hackhoferstraße kaufte. Von 1959 bis 1972 traten sie als die 3 Spitzbuben dort auf.
Ende 1972 schied Reinberger aus. Strobl wollte Franz Christmann (Pipi Christmann) als Ersatz, schließlich entschied man sich für Walter Hojsa. Bis März 1973 traten Schicketanz, Strobl und Hojsa als die 3 Spitzbuben noch auf und nahmen auch eine Langspielplatte auf. Dann trennte sich die Gruppe offiziell.
Strobl eröffnete im Juni 1973 einen Heurigen in der Grinzinger Straße, Schicketanz einen im April 1975. Eine Woche nach seiner Eröffnung hatte Schicketanz einen Magendurchbruch und starb nach der darauf folgenden Operation.
Eine Wiedervereinigung der drei wurde daher unmöglich.
Es gibt zahlreiche Plattenveröffentlichungen der "3 Spitzbuben". Legendär ist und bleibt Toni Strobl für sein unerschöpfliches Repertoire an Witzen und Erzählungen.
Helmut Reinberger war letzter noch Lebender dieses Trios und hat, gemeinsam mit Hermann Bochdansky in dem Buch „Das Wien der 3 Spitzbuben“ in spitzbübischer Art eine große Wegstrecke dieser Wiener Originale nachgezeichnet. Texte und Fotos geben einen Teil jener Stimmung wieder, die durch Heurigenmusik und Wiener Schmäh die Gäste begeisterte.

## Das Programm der 3 Spitzbuben
Schlagerparodien: Beruhend darauf, dass Schicketanz mit einem aufgeklebten Schnurrbart wie Josef Stalin aussah, entstand mit "Gib Mir Den Wodka, Anuschka" eine erste Stalin-Nummer und in weiterer Folge Schlagerparodien mit alternativem Text. Bei den Stalin-Nummern imitierte Schicketanz im Militärkostüm den russischen Diktator. Eine der späteren ist die Parodie auf Katjuscha, in welcher eine Kolchose, das Gipfeltreffen Kennedy-Chruschtschow und die Glatze des Russen thematisiert werden, betitelt mit "Wer ist schuld d'ran" – Schuld daran ist immer nur der Pepi (1961, MP, Die Spitzbuam 3).
Es war auch Schicketanz, der Leopold Figl imitierte, etwa zu den Vorgesprächen für den Österreichischen Staatsvertrag (1963, LP Die Spitzbuam 6)

„Schicketanz (räuspert sich mehrere Male)

Strobl: Na, was is Poidl, beutle raus das Viertel!

Schicketanz (imitiert Figl und singt dabei das Hobellied): Einst stritten sich die Leut herum. Der Staatsvertrag kommt nie. 

Nau im Kreml sassen umerdum der Julius und I.

Nau I denk jetzt geht das Schmähführn an, doch es hieß "Poldi, Sauf'!"

Nau und wie es ums Tschechern ging, nau dann, d'war die Unterschrift scho' d'rauf“

Ebenfalls jahrelang im Programm hatten sie "Busy Line", (1949, Rose Murphy). Die ursprüngliche Einspielung ihrer Version ist auf der MP (Schallplattenformat Medium Play) von Harmona 3D enthalten (eine alternative Einspielung befindet sich auf der Kompilations-LP "Spitzenstunde"). Dann erweiterten sie die Nummer um einen langen Diskurs vor dem Lied, was zu "Let’s learn English", acht Minuten Dialog, eine Minute Lied, führte (1962, LP Die Spitzbuam 5).
Sie parodierten My Fair Lady und Hair, einige von The Beatles, Peter Alexander, Gus Backus, Freddy Quinn und Udo Jürgens gespielte Lieder, unter vielen anderen Puppet on a String (Mein kleines Stehaufmanderl), These Boots Are Made for Walkin’ (Die Stiefel sind zum Wandern) sowie auf der Bühne und im Film "One more dance" (Esther & Abi Ofarim,
Abi Ofarim: "Bei der Parodie auf Esther und mich habe ich mich totgelacht. Und nicht nur dabei.")
Doppelconférence: Strobl und Reinberger schrieben und spielten Doppelkonferenzen, zunächst als Frisch und Forsch, später blaublütig als Richard von Löwenbräu und Bodo von Gabelsberg. Der Schwerpunkt war dabei das Stellen von Scherzfragen, was im Dialog der späteren Nummern durch das Nachspielen von Quizsendungen erklärt wurde (Quiz 21, Rudolf Hornegg). Reinberger war mit Ernst Waldbrunn befreundet und profitierte vom künstlerischen Austausch.
Witz der Woche wurde von Toni Strobl erzählt. Dabei steigerte er die Qualität, indem er oft mehrere Protagonisten nachspielte. Im Rahmen der Aufführungen störte Reinberger öfters, wenn Strobl -der sich sonst gelegentlich über Reinbergers Korpulenz lustig machte- diesen Witz ankündigte.
Operettengesang von Walter Keller: Reinberger beschreibt: Eines Tages eröffnete uns Herr Sidlo, dass er einen neuen Kellner eingestellt habe, der eigentlich Operettensänger war, aber als Theaterdirektor in eine fürchterliche Pleite geschlittert war und irgendwo schwarz arbeiten müsse ... Außerdem meinte er, könnte er eine Bereicherung unserer musikalischen Tätigkeit darstellen, wenn dieser Mann, sozusagen als "singender Ober", abends ein bis zwei Operettenlieder vortragen würde. ... Seine Stimme war gar nicht so schlecht, aber seine Körpersprache und die theatralischen Gesten, mit denen er seinen Gesang unterstrich, reizten uns von Anfang an seinem Vortrag völlig unernste Zwischenrufe und Gags einzustreuen. Im Rahmen der Aufführungen blödelten die 3 Spitzbuben bereits bei der Ankündigung von Keller und machten sich weiters auch oft über seine Körpergröße (165 cm) lustig. 1962 (MP, Die Spitzbuam 4) bearbeiteten die Künstler ein Lied aus "Der Vogelhändler", Keller singt und Strobl stört.

„Hat beim Mondschein er voll Lust

's erste Mal sein Reserl busst (Strobl: Na, die Kuh wird er abschleck'n)

Wie er's küsst, singt grad im Tal (Strobl: Da Louis Armstrong)

Wunderschön a Nachtigall. (Strobl: Kuckuck kuckuck ... kenn mi net aus)

Seit der Zeit hab'n Tag und Nacht

Die zwoa sich oft gedacht, (Strobl: Ja, was habn sie sich den gedacht?)

No amal (Strobl: Na selbstverständlich) no amal no amal,

sing nur sing, Nachtigall.

No amal no amal no amal (Strobl: Na, die hab'n's trieb'n!)

Wie du g'sungen hast im Tal. (Strobl: Weitermachen)

No amal no amal no amal (Spitzbuben: Sakra sakra) 

Wie du g'sungen hast im Tal. (Strobl: Ja, da war er 20 Jahr'. Wie war das nach 50 Jahr? Wie alt )

Wie mein Ahnl siebzig Jahr'  (Strobl: Uii, der kann rechnen)

Und an alter Krautrer war (Strobl: Hat er um die Rente eing'reicht)

Schaut er amal so am Bach

D'längste Zeit an' Dirndel nach;

Hat dann g'seufzt: o mei, o mei (Strobl: A ganze Meierei hat sich zaum g'setzt)

Wo mag iazt wohl s'Reserl sein? (Strobl: Im Maxim bei der Inventur)“

Johann (Hans) Skoudlin kannte die Spitzbuben schon Beginn der 1950er Jahre. Er galt als singender Ober vom Nussberghof und sang im Rahmen der Auftritte einzelne Nummern mit böhmischen Akzent (auf LP von 1963, Die Spitzbuam 6, bis 1970, Einmal warm einmal kalt).
Das Repertoire der drei beinhaltet weiters Wiener Lieder (sh. Wienerlied) und Kinderliedparodien. An den Parodietexten schrieb Erwin Klein mit.

## Nach den "3 Spitzbuben"
Toni Strobl: Neben dem Führen seines Heurigen bildete er bis 1981 mit Hojsa und Alfred Reithofer das Trio "Die Altspatzen". In den achtziger Jahren traten er, Reinberger und Rudi Kandera als "Toni Strobl und seine Spezi" auf. Anschließend und bis 1993 waren er, Berti Endler und Franz Christmann die Gruppe "Toni Strobl und seine Runderneuerten". Anfang der 1990er Jahre wurde mit Strobl und Reinberger ein Video gemacht (Toni Strobl & Helmut Reinberger Die Besten Witze aus drei Jahrzehnten), die Aufnahmen wurden als CD und DVD veröffentlicht. Strobl ist es gelungen, im November 1993 dreimal ein Abschiedskonzert in der Wiener Stadthalle zu geben (mit Christmann und Endler, † 2015, als „Alt Spitzbub Toni Strobl und seine Runderneuerten“), und jede Veranstaltung war ausverkauft.
Helmut Reinberger trat 1975 bis 1982 mit Bill Grah und Peter Peters als "Die drei Schmähtandler" auf. Nach der neuerlichen Zeit mit Strobl waren er, Peters und Kandera "Die Stehaufmanderln". Reinberger ging 2003 in Pension.
Die neuen Spitzbuben und Walter Keller: Erwin Klein stellte mit Peter Hajdu, Franz Zimmer, Ernst Geiger, Kandera, Christmann, Heinz Fries sowie Keller diese Gruppe, welche dann in seinem Nußberghof auftrat, zusammen. Beim ersten Programm, Pawlatschen Remasuri, half Reinberger bei den Texten und Proben mit. Das Ensemble war, wenn auch nicht immer mit allen Mitgliedern, bis Anfang der 1980er Jahre tätig.
Helmut Schicketanz wurde auf dem Stammersdorfer Zentralfriedhof (Gruppe F, Reihe 2, Nummer 24) bestattet, ebenso Toni Strobl (Gruppe 6, Reihe 4, Nummer 25). Helmut Reinberger ruht auf dem Sieveringer Friedhof (Gruppe 22, Reihe 5, Nummer 1).
Im Jahr 2004 wurde in Wien-Floridsdorf (21. Bezirk) die Schicketanzgasse und 2008 der Toni-Strobl-Platz nach Mitgliedern des Ensembles benannt.

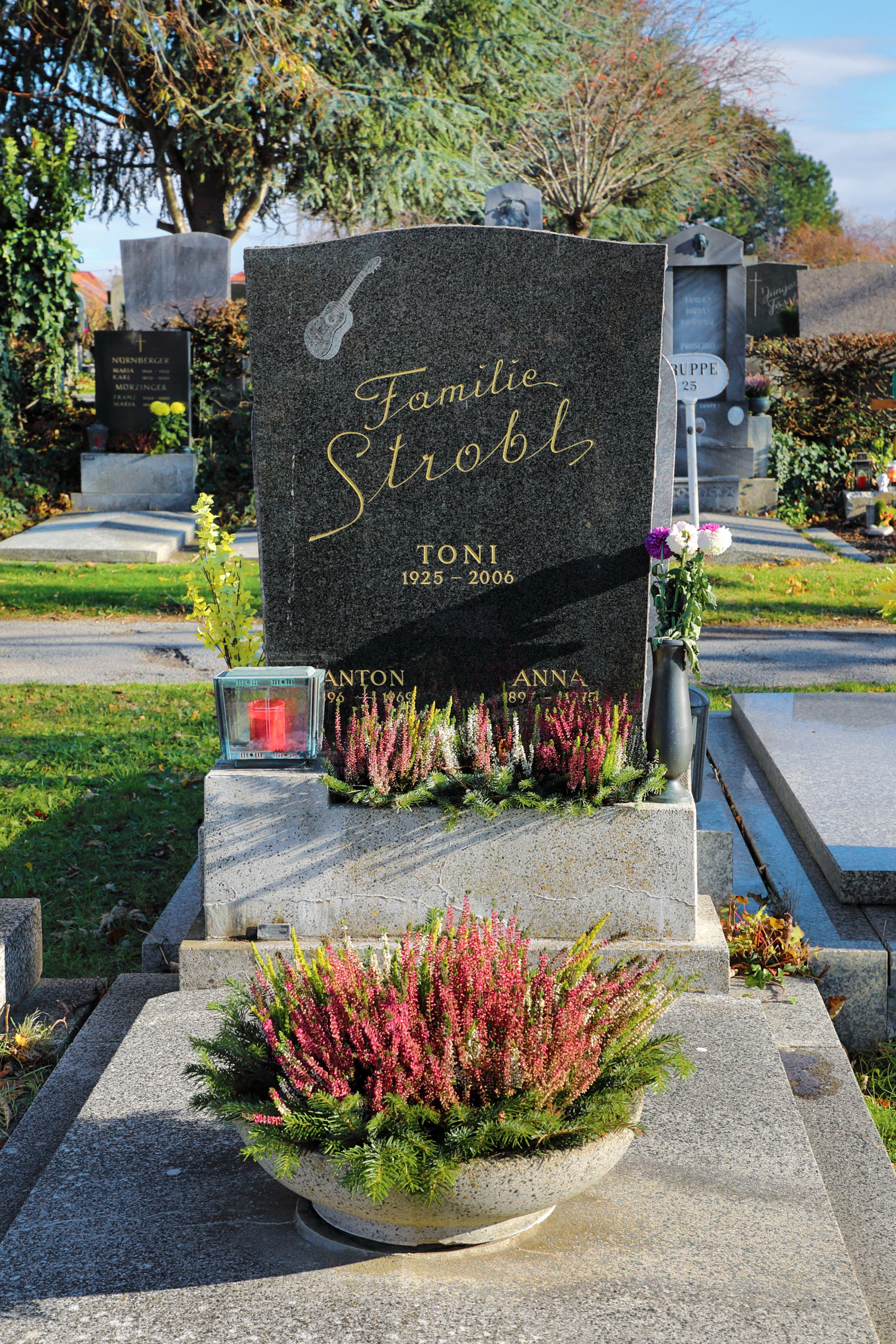
Grabstätte von Toni Strobl
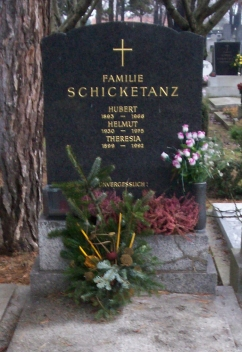
Grabstätte von Helmut Schicketanz
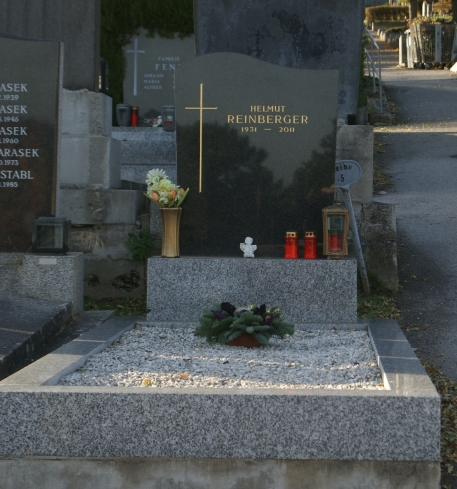
Grabstätte von Helmut Reinberger

## Diskographie der Alben
Die ersten Platten (MP -Schallplatte mit 25 cm Durchmesser- und Singles) kamen bei Harmona 3D heraus. 1960 bis etwa 1964 erschienen die Alben bei Amadeo, ab 1964 bei Polydor. Singles und Kompilationsplatten erschienen darüber hinaus noch bei anderen Plattenfirmen. Kompilationsplatten und Singles enthielten teilweise auch nicht in den Alben erschienenes Material, alternative oder gekürzte Einspielungen.
1958/1959 Die drei Spitzbuam (25 cm, Harmona 3D)

### Veröffentlichungen bei Amadeo
1960 Vienna Midnight Cabaret Die Spitzbuam (Alternativtitel Vienna Midnight Cabaret Die Spitzbuam 1, 25 cm)
1960 Vienna Midnight Cabaret Die Spitzbuam 2 (25 cm)
1961 Vienna Midnight Cabaret Die Spitzbuam 3 (25 cm)
1962 Vienna Midnight Cabaret Die Spitzbuam 4 (25 cm)
Etwa 1962 bis 1964 Die Spitzbuam 5 (Die Spitzbuam V, 30 cm) - (AVRS 9096)
Etwa 1962 bis 1964 Die Spitzbuam 6 (Die Spitzbuam VI, 30 cm) - (AVRS 9112)
1964 Die Spitzbuam 7 (Die Spitzbuam VII, 30 cm) - (AVRS 9152)
Nachpressungen (alle 30 cm): Die sieben Platten wurden als Die Spitzbuam Diskothek (Alternativausgabe mit weißem Cover Die Spitzbuam Diskothek 1-7), nummeriert von 1 bis 7 veröffentlicht.
Kompilationsplatten (alle 30 cm): Die Spitzbuam Ihre großen Erfolge aus dem Jahre 1960, Die Spitzbuam Ihre großen Erfolge aus den Jahren 1961/62, Die Spitzbuam Evergreens, Die Spitzbuam Spitzennummern, Die Spitzenstunde der Original 3 Spitzbuben, Die 3 Spitzbuben (grüner Cover).
Die Spitzbuam  Kabarett Aus Wien (25 cm) ist eine Kompilationsplatte von Bertelsmann und enthält Material von Vienna Midnight Cabaret Die Spitzbuam 3 bis Die Spitzbuam 6. Die Buchgemeinschaft Donauland und die Schallplattengilde Gutenberg gaben ebenfalls solche MP heraus.

### Veröffentlichungen bei Polydor
1964 A Kellerpartie mit den 3 Spitzbuben  - (Polydor LPHM 46912) (Nachpressung Die 3 Spitzbuben – Polydor 2486 502)
1965 Schmähtandeleien Die 3 Spitzbuam - (Polydor 184 604)
1966 Neue Schmähtandeleien - (Polydor 184 620) (Nachpressung Die Spitzbuam Spitzbübereien)
1967 Allerneueste Schmähtandeleien - (Polydor 184 621)
1968 Hinter den Kulissen 
1968 Wiener Gustostückerln serviert von den 3 Spitzbuben
1969 Am Gipfel der Frechheit
1969 Stell's meine Ross' in Stall - Mein Stiefelknecht - (Polydor 59 607)
1969 Der alte Schmied von Lerchenfeld - Schau der Himmelvater - (Polydor 59 663)
1970 Einmal warm, einmal kalt - (Polydor 2376 002)
1971  Die 3 Spitzbuben Ihr 3000. Abend 
1971 Die 3 von der Porno-Rosa -  (Polydor 2376 005)
1971 Einer hat immer das Bummerl - (Polydor 2376 007)
1972 Reblaus Schlepper
1974 Wie die Alten sungen, so zwitschern auch die Jungen (Statt Reinberger wirkte Walter Hojsa mit)
Club-Ausgaben und Nachpressungen: Die Polydor-Alben kamen, meist mit geringfügig geändertem Cover, auch als Club-Ausgabe heraus. Neun der Polydor-Alben kamen unter dem Sammeltitel 'Das waren die 3 Spitzbuben', nummeriert von 1 bis 9, heraus.
Kompilationsplatten: Wiener Spezialitäten serviert von den 3 Spitzbuben (Doppelalbum), Die 3 Spitzbuben (Doppelalbum), Witz Witz ... Spass Spass.

## Filmauftritte
1967 Das große Glück Im Rahmen der Handlung versuchen sie ein Engagement zu erhalten und haben dabei Szenen mit Gunther Philipp und C. W. Fernbach. Dann verhindern sie den Auftritt von Esther & Abi Ofarim und treten an deren Stelle auf. Schicketanz und Strobl geben ihre Parodie von deren Lied Noch Einen Tanz (eine andere Einspielung ist auf ihrer LP Neue Schmähtandeleien von 1966). Weiters wirken sie während einer Eisrevue im Don Kosaken Chor Serge Jaroff mit.
1970 Dornwittchen und Schneeröschen – Die Regiearbeit von Erwin Klein